# Фолкестад, Бернгард
Бернгард Доротеус Фолкестад (норв. Bernhard Dorotheus Folkestad, 13 июня 1879, Лондон — 1933) — норвежский художник и писатель.

## Жизнь и творчество
Родился в Лондоне. Бернгард был сыном Абрагама Фолкестада, эмиссара христианской Норвежской морской миссии в Великобритании.  В 1882 году семья переехала в Драммен, где Бернгард вырос в районе Стромсо. Учился живописи у таких мастеров, как Лауриц Туксен и Кристиан Цартман в копенгагенской Свободной школе искусств (в 1902—1903 годах). В 1904 году вернулся в Норвегию, жил в Аскере. Дебютировал на осенней выставке в Осло с рисунком, который купили для Национальной галереи. В 1907 посетил Любек, Гамбург и Амстердам. В 1909 году прибывал в Париже, где посещал Академию Коларосси с Кристианом Крогом. В 1910-1911 годах был в Берлине, а в 1913 году снова вернулся в Париж. В 1916 году окончательно переехал в Осло, где купил коттедж и обустроил там свою студию.
Б.Фолкестад был мастером пейзажной живописи, рисовал также натюрморты, в том числе с фруктами, овощами и зеленью. Среди наиболее известных его работ также — изображения церквей и торговых кварталов в Драммене (Драмменские композиции, «Drammenskomposisjonen»). Ряд картин художника хранится в Национальной галерее Норвегии в Осло.

## Творчество

### Живопись (избранное)
- Paa Mørkeloftet (1905)
- Grønsager (1906)
- Sommernat (1908)

### Литературные сочинения (избранное)
- Blå hjul (1923)
- Svingdøren (1926)
- Sol og morild (1929)
- Gullfisken (1933)